# Рок Фолс (Илиноис)
Рок Фолс (енгл. Rock Falls) град је у америчкој савезној држави Илиноис. По попису становништва из 2010. у њему је живело 9.266 становника.

## Демографија
Према попису становништва из 2010. у граду је живело 9.266 становника, што је 314 (3,3%) становника мање него 2000. године.
| Група             | 2000.         | 2010.         |
| Белци             | 8.258 (86,2%) | 7.541 (81,4%) |
| Афроамериканци    | 84 (0,9%)     | 138 (1,5%)    |
| Азијати           | 25 (0,3%)     | 28 (0,3%)     |
| Хиспаноамериканци | 1.106 (11,5%) | 1.395 (15,1%) |
| Укупно            | 9.580         | 9.266         |